# Poesia nórdica antiga

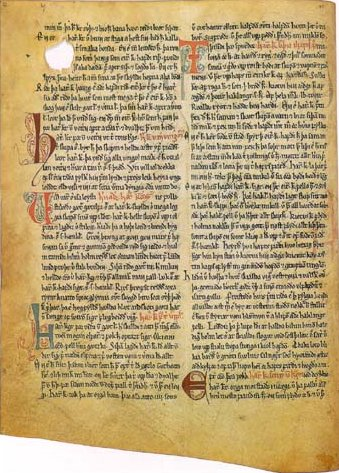
Uma página do Heimskringla, um colecção de poemas skáldicos.

A  poesia nórdica antiga compreende uma gama de formas em verso escritas em nórdico antigo, durante o período que vai do século VIII até ao século XIII. A maioria da poesia nórdica antiga remanescente foi conservada na Islândia, mas também existem 122 inscrições rúnicas suecas, 54 norueguesas e 12 dinamarquesas.
A poesia desempenhou um papel importante na vida social e religiosa dos nórdicos. Na mitologia nórdica, o Skáldskaparmál explica a história de como Odin leva o hidromel poético para Asgard, isto indica a importância da poesia na cultura escandinava da Era víquingue.
A poesia nòrdica antiga caracteriza-se pela aliteração e por um vasto vocabulário poético pelo uso de heitis e kennings. Uma importante fonte de informação sobre formas poéticas em nórdico antigo é o Edda em prosa de Snorri Sturluson.
Normalmente, a poesia nórdica antiga é dividida em dois tipos: a Edda poética (também denominada poesia éddica) e a Poesia skáldica. O Edda poética inclui os poemas do Códex Regius e outros similares, e tudo o resto costuma ser considerado poesia skáldica.

## Métrica
A poesia nórdica antiga tem muitas formas métricas desde o relativamente simples fornyrðislag ao profundamente complexo dróttkvætt (a denominada métrica cortesã).
Em poesia éddica, as estruturas métricas são geralmente simples, praticamente sempre ou são ljóðaháttr ou fornyrðislag. O ljóðaháttr (conhecido também como a "métrica do canto"), devido à sua estrutura com estrofes quebradas, tendia ao diálogo e o discurso. O fornyrðislag (a "métrica de palavras antigas") é o mais geralmente utilizado dos dois, e é geralmente utilizado onde o poema é em grande parte narrativo. É composto por quatro ou mais sílabas por linha. Outras métricas conhecidas são:
- Málaháttr. É similar ao fornyrðislag, mas com uma largura fixa de cinco sílabas.
- Hrynhenda. uma variante do dróttkvætt, o qual utiliza todas as regras do dróttkvætt, com excepção da linha que compreende quatro pés métricos em vez de três.
- Kviðuháttr outra variante de fornyrðislag com linhas alternadas de 3 e 4 sílabas
- Galdralag a "métrica mágica", a qual contém uma quarta linha que repete e varia a terceira linha

## Edda poética

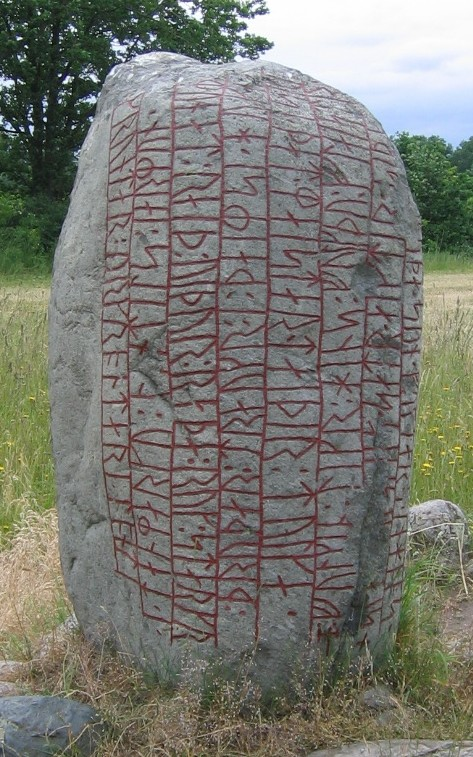
A inscrição rúnica da estela de Karlevi poema skáldico em dróttkvætt. A estela foi alçada em memória dum nobre víquingue.

A poesia éddica tem as seguintes características:
- O autor é sempre anónimo.
- A métrica é simples: fornyrðislag, málaháttr ou ljóðaháttr.
- A ordem das palavras é relativamente directa.
- Os kennings são utilizados de forma moderada e raramente se utilizam os mais obscuros.

## Poesia skáldica
A poesia skáldica tem as seguintes características:
- Normalmente não se conhece o autor..
- A métrica é ornamentada, normalmente dróttkvætt ou variações sobre isto.
- A sintaxe é ornamentada, com frases geralmente entrelaçadas.
- Utilizam-se frequentemente os kennings.